# Andrzej Mielczarek
Andrzej Mielczarek (ur. 8 września 1955 w Gorzowie Wielkopolskim, zm. 16 października 2013) – polski żużlowiec.
Sport żużlowy uprawiał w latach 1974–1976 w barwach klubu Stali Gorzów Wlkp. Dwukrotny złoty medalista Drużynowych mistrzostw Polski (w 1975 i 1976 roku). Startował w ćwierćfinale Młodzieżowych indywidualnych mistrzostwach Polski (1976 – XVI miejsce) oraz w eliminacji do Srebrnego Kasku – w 1974 roku i ćwierćfinale (1976 – XVI miejsce). Rezerwowy 4 Turnieju o Złoty Kask w 1975 roku i półfinału Indywidualnych mistrzostwach Polski w 1975 roku.